# Галиця (Дністровський район)
Га́лиця — село у Сокирянській міській громаді Дністровського району Чернівецької області України.

## Географія
Галиця наддністрянське село розташоване за 15 кілометрів від Новодністровська на березі Дністра. Дивна за своєю красою місцевість у верхній частині стрімкого схилу правого берега Дністра, на висоті 120 метрів над рівнем Дністровського водосховища.

### Клімат
Галиця знаходяться в межах вологого континентального клімату із теплим літом.

## Історія
Народна назва, імовірно, пов'язана з купцем на прізвище Галиця що купив монастир.
Ймовірно на території сучасного села був древній прикордонний пост Галицько-Волинського князівства.
В 1981 році почалось заповнення басейну Дністра водою, яке тривало шість років, внаслідок цього затоплено долину річки Дністер та частину села Непоротове, а хутір Галиця був його частиною.
З 24 серпня 1991 року село входить до складу незалежної України.

## Населення
За переписом населення України 2001 року в селі мешкало 121 осіб.

### Мова
Розподіл населення за рідною мовою за даними перепису 2001 року:
| Мова       | Відсоток |
| ---------- | -------- |
| українська | 98,35%   |
| румунська  | 0,83%    |
| російська  | 0,82%    |

## Свято-Миколаївський монастир
У давню давнину в урочищі «Труфанова Криниця», неподалік від сучасного розташування монастиря, знаходилися капища язичників, що підтверджується археологічними знахідками, в тому числі – язичницькими амулетами.
У скелях над Дністром в ХІ-ХІІ століттях був утворений «Галицький скит». За давніми легендами, в його заснуванні у XI столітті брав участь Антоній Печерський – засновник Києво-Печерської Лаври. Перше письмове свідоцтво про монастир відноситься до середини ХІХ-го сторіччя
Пізніше сформований «Свято-Георгіївський монастир». Перейменований в 1820 році, коли у ніч на «Св. Миколая» у небі над монастирем утворився хрест із зірок.
У 70-х роках ХХ століття стався потужний землетрус в наслідок чого монастир був повністю зруйнованим стихійними силами. Монастир був відновлений завдяки двом братам-ченцям, які у січні 1999 року побували на хуторі та на руїнах монастиря провели першу службу.
У 2003 році збудовано нову церква преподобного Антонія Великого.

## Природа
- Біля села розташований ландшафтний заказник «Галицька стінка».

## Світлини

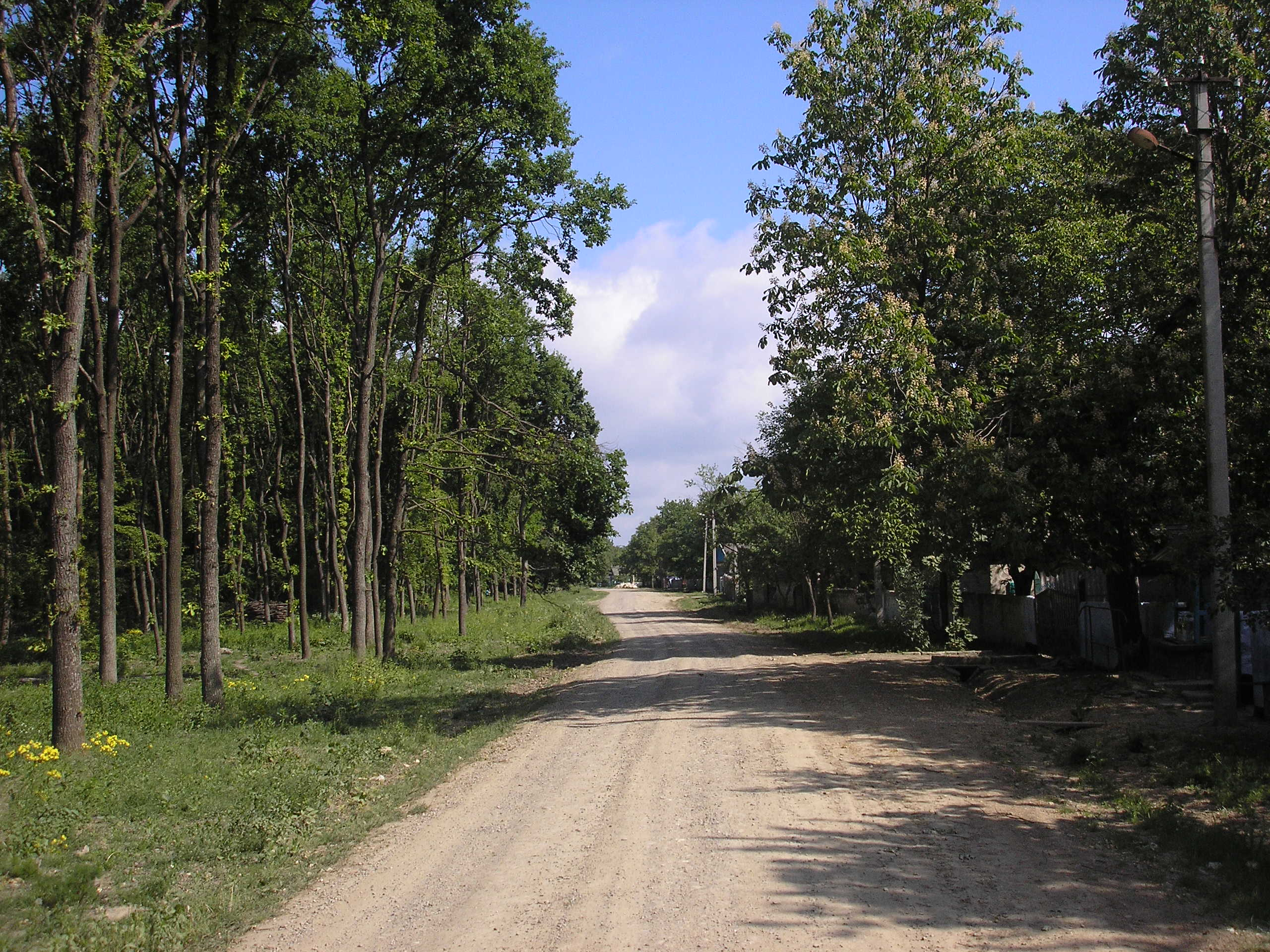
Вулиця в селі
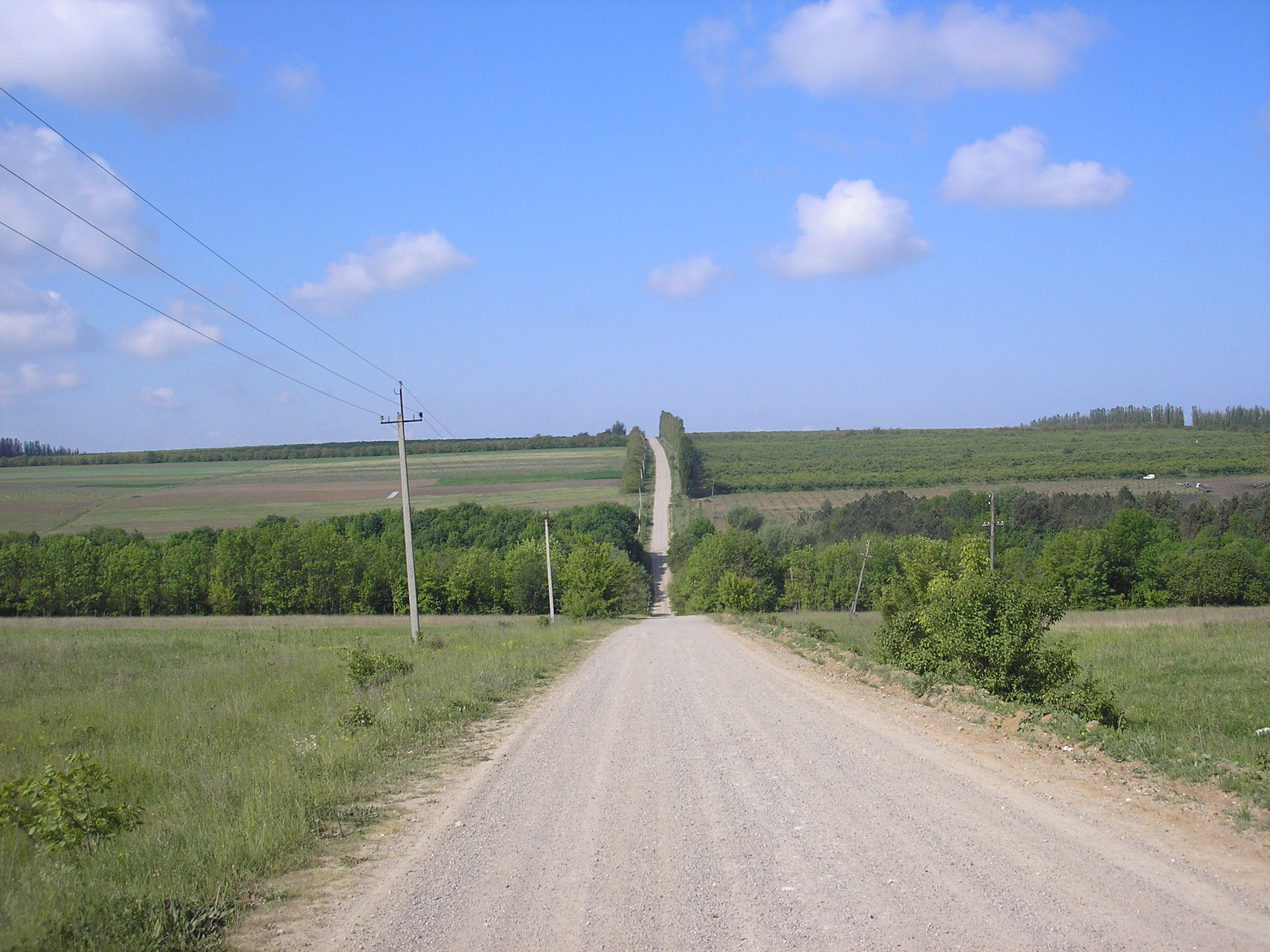
Дорога в село Михалкове
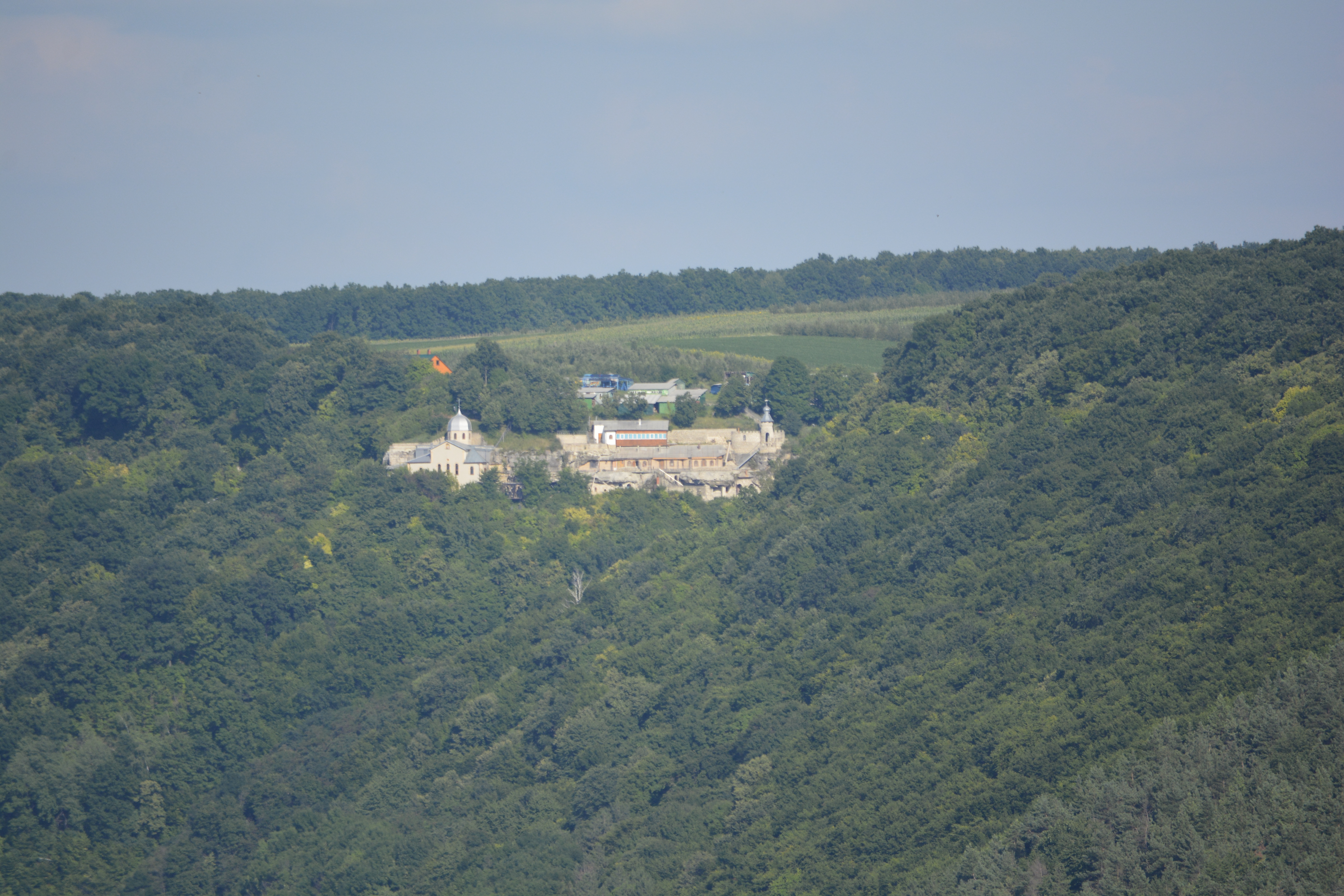
Вид на Галицький печерний монастир
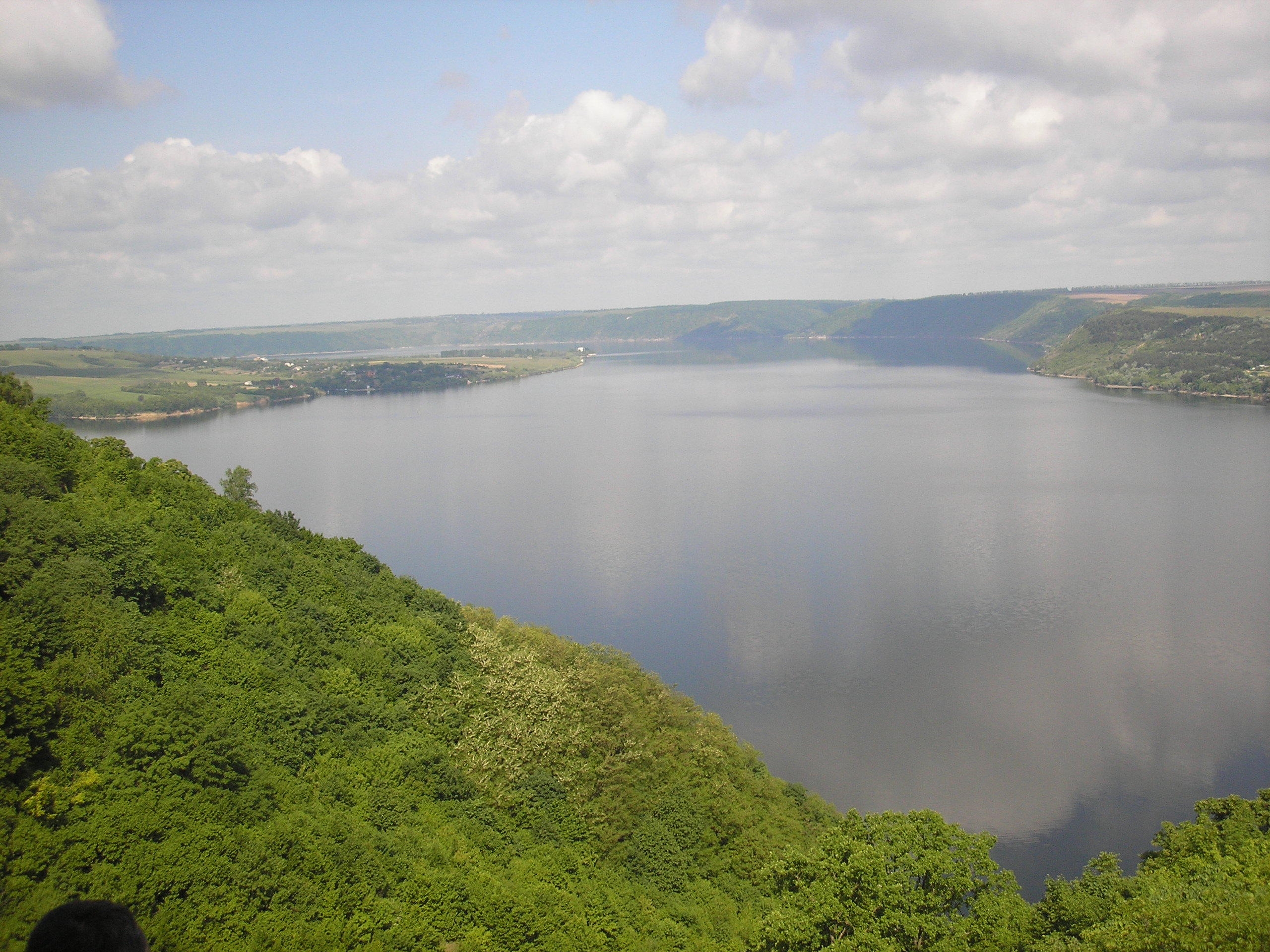
Вигляд з Галицького монастиря